# Trapelus tournevillei
Espèce
Synonymes
- Agama tournevillei Lataste, 1880

Statut de conservation UICN

LC : Préoccupation mineure
Trapelus tournevillei est une espèce de sauriens de la famille des Agamidae.

## Répartition
Cette espèce se rencontre en Tunisie et en Algérie.

## Étymologie
Cette espèce est nommée en l'honneur d'Albert Tourneville.

## Publication originale
- Fernand Lataste, « Diagnoses de reptiles nouveaux d'Algérie », Le Naturaliste, vol. 2, no 41,‎ 1880, p. 325 (lire en ligne, consulté le 21 décembre 2020).